# محاوره‌ای در هویت شخصی و جاودانگی
محاوره‌ای در هویت شخصی و جاودانگی (انگلیسی: A Dialogue on Personal Identity and Immortality) کتابی از جان پری است. این کتاب به زبان‌های اسپانیایی، چینی، فارسی و کره‌ای ترجمه شده‌است.